# Internationales Jahr der Kleinstkredite
Als Internationales Jahr der Kleinstkredite ist nach Beschluss der UNO-Generalversammlung das Jahr 2005 ausgerufen worden. Zur Thematik Mikrofinanz als effektives Mittel der Armutsbekämpfung und Hilfe zur Selbsthilfe sollen in allen beigetretenen Ländern weltweit über das ganze Jahr verteilt verstärkt Veranstaltungen stattfinden.

## Durchführung in Deutschland
Über das gesamte Jahr 2005 sind bundesweit zahlreiche Veranstaltungen zum Internationalen Jahr der Kleinstkredite geplant. Ein Höhepunkt soll am 10. Juni in Bonn ein internationales Symposium in Kooperation mit UN-Organisationen werden. Die Teilnahme des UN-Generalsekretärs Kofi Annan ist angefragt, aber nicht gesichert.